# Vassbåt

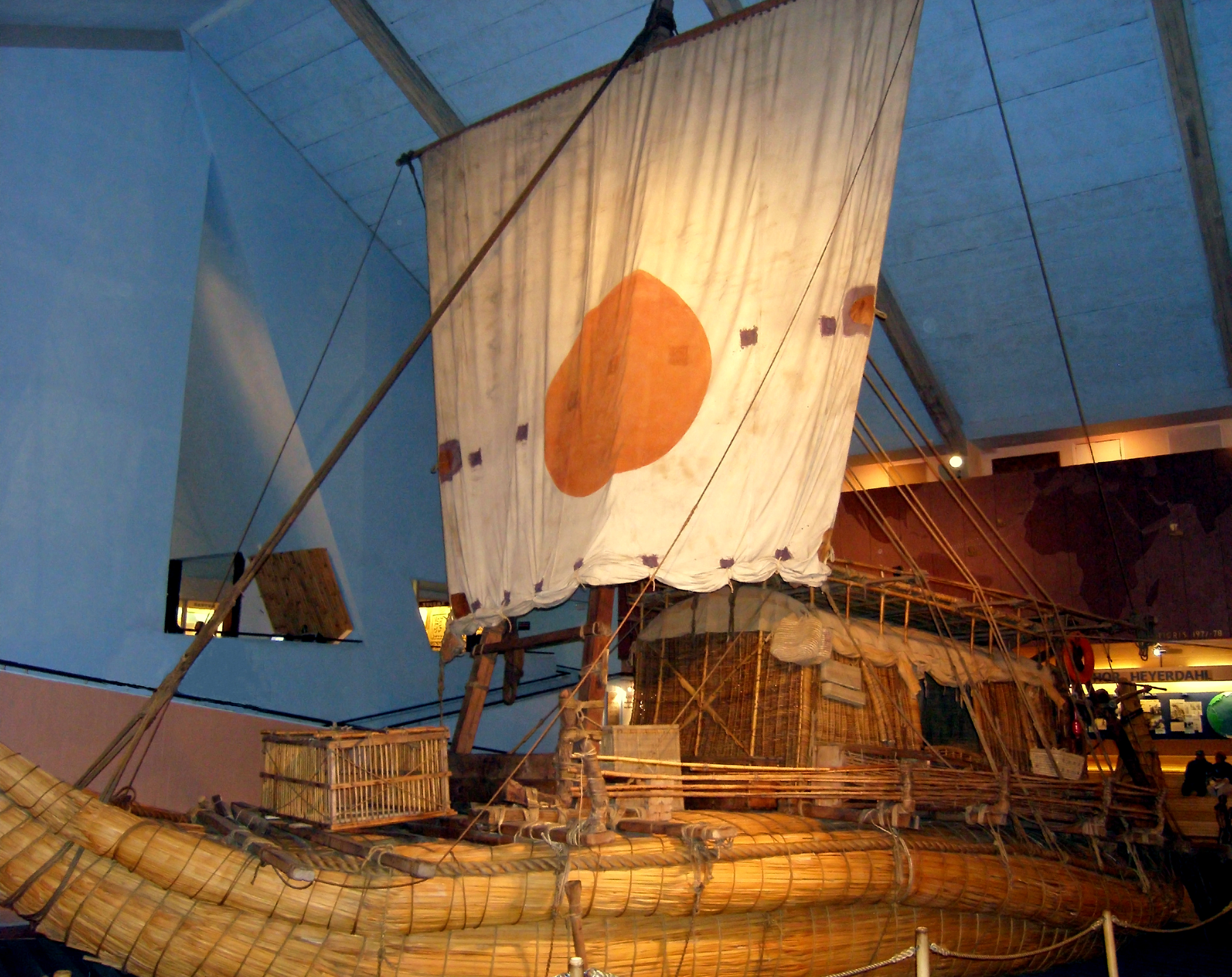
Papyrusbåten Ra II som Thor Heyerdahl seglade över Atlanten med. Den finns bevarad på Kon-Tikimuseet på Bygdøy i Oslo.

Vassbåt är en typ av farkost tillverkad av flätad eller ihopbuntad bladvass, säv eller liknande växtfiber. I antikens Egypten var dylika farkoster – papyrusbåtar – av papyrus vanliga. Mer utbredda, flotteliknande farkoster kan benämnas vassflottar.

## Olika kulturer

### Afrika
De tidigaste avbildningarna som kan tolkas som papyrusbåtar finns på hällristningar i Nubiska öknen, som är svåra att säkert datera, men de anses vara från före de första dynastierna i det forna Egypten, det vill säga tidigare än cirka 3 500 f.Kr. En väggmålning som med säkerhet föreställer en båt av papyrus (eller av något annat sävslag) fanns (Den är numera utplånad) i en gravkammare i Hierakonpolis som tros vara från omkring 3 000 f.Kr. Man kan känna igen papyrusbåten på de karakteristiskt uppsvängda stävarna, som gjordes böjda så att varken regn eller vågor skulle komma åt att tränga in i cellstrukturen från ändarna av stråna, och därvid försämra flytkraften eller förorsaka röta. På en lerkruka från samma trakter och tider förekommer vad man vet första gången ett råsegel på en sådan bild.
I Nildalen fanns det inga träslag lämpliga för bygge av större båtar, så den tjockstammade papyrusen, som dessutom hade en celluppbyggnad som gav den stor flytkraft låg nära tillhands att bli påtänkt för båtbyggnad. Hantverkarna utvecklade med tiden stor skicklighet att forma skrovet enligt önskemål, med strategiskt placerade repbindningar och olika spänningar vid samlandet av sävknippena. Framåt 2 000-talet f.Kr. började egyptierna importera cederträ för båtbygge, och papyrusen förvisades till mindre allmogebåtar.
Ännu på 1900-talet kunde man träffa på mindre papyrusbåtar i användning i de vidsträckta sumpmarkerna i Sudan kring vita Nilens övre lopp, och omkring Tchadsjön, men papyrusväxten har numera blivit sällsynt i den egyptiska Nilen.

### Amerika

Vassbåt på Titicacasjön.

Också i Sydamerika har ursprungsbefolkningen utnyttjat liknande arter i familjen Cyperaceæ för båtbygge, bland annat i Titicacasjön. Byggmetoderna har där varit likartade, så de har uppenbarligen under lång tid utvecklats så som de är mest ändamålsenliga. Den båttypen benämns lokalt runt Titicacasjön för totora.
Liknande båtar/flottar har historiskt varit vanliga som fortskaffningsmedel längs med Amerikas Stillahavskust – från Chile till Kalifornien. De var främst använda för resor utefter kusten.

### Forskningsprojekt
Den norske forskningsresanden Thor Heyerdahl har på 1970-talet låtit bygga tre repliker av vassbåtar; Ra I, Ra II och Tigris som han sedan seglade, först över Atlanten och sedan kring Arabiska halvön och Pakistan. Han använde sig vid byggandet av hantverkare från Tchad och senare Peru som behärskade den urgamla tekniken, och materialet som användes var papyrus. Heyerdahl visade med sina seglatser att det hade varit möjligt för de forna egyptierna att ha kontakt med olika folk även över oceanerna. De flesta sakkunniga är dock skeptiska beträffande papyrusbåtar stora nog för oceanfart.